# 羽賀祥二
羽賀 祥二（はが しょうじ、1953年1月30日 - ）は、日本の日本史学者。名古屋大学名誉教授。専門は明治維新史。

## 来歴
- 1975年3月 名古屋大学文学部史学科日本史専攻卒業
- 1979年3月 名古屋大学大学院文学研究科博士後期課程中途退学
- 1979年4月 京都大学人文科学研究所助手
- 1988年4月 立命館大学文学部助教授
- 1994年4月 名古屋大学文学部助教授
- 1996年12月「明治維新と宗教」（鈴木祥二）で博士（歴史学）（名古屋大学）
- 1998年4月 名古屋大学文学部教授
- 2000年4月 名古屋大学大学院文学研究科教授
- 2017年4月 名古屋大学大学院人文学研究科教授
- 2018年4月 名古屋大学大学院人文学研究科名誉教授

## 著書
- 『明治維新と宗教』筑摩書房、1994／法蔵館文庫、2022
- 『史蹟論 19世紀日本の地域社会と歴史意識』名古屋大学出版会、1998
- 『軍国の文化 日清戦争・ナショナリズム・地域社会』上下巻、名古屋大学出版会、2023

### 共編
- 『幕末維新論集 幕末維新の文化』編 吉川弘文館、2001
- 『記録と記憶の比較文化史 史誌・記念碑・郷土』若尾祐司共編 名古屋大学出版会、2005
- 『近代日本の地域と文化』編 吉川弘文館、2018
- 『近代日本の歴史意識』編 吉川弘文館、2018
- 『名古屋と明治維新』名古屋市蓬左文庫共編 風媒社、2018

### 監修
- 『洋々社談』全4巻 ゆまに書房、2007